# イーディー＝ホフステー図
生化学において、イーディー＝ホフステー図（イーディー＝ホフステーず、英: Eadie–Hofstee diagram）は、反応速度を反応速度と基質濃度の比の関数としてプロットする酵素反応速度論のグラフ表現である。ウルフ＝イーディー＝アウグスティンソン＝ホフステープロット（Woolf–Eadie–Augustinsson–Hofstee plot）あるいはイーディー＝アウグスティンソンプロットとも呼ばれる。
{\displaystyle v=-K_{m}{v \over [S]}+V_{\max }}
上式において、{\displaystyle v}は反応速度、Kmはミカエリス・メンテン定数、[S] は基質濃度、{\displaystyle V_{\max }}は最大反応速度である。
これはミカエリス・メンテン式から以下のように導くことができる。
{\displaystyle v={{V_{\max }{}[S]} \over {K_{m}+[S]}}}
逆数を取り、{\displaystyle V_{\max }}を掛けると、
{\displaystyle {V_{\max } \over v}={{V_{\max }{}(K_{m}+[S])} \over {V_{\max }{}[S]}}={{K_{m}+[S]} \over {[S]}}}
変形すると、
{\displaystyle V_{\max }={{{vK_{m}} \over {[S]}}+{{v[S]} \over {[S]}}}={{vK_{m}} \over {[S]}}+v}
{\displaystyle v}を分離すると、
{\displaystyle v=-K_{m}{v \over {[S]}}+V_{\max }}
となる。
vをv/[S] に対してプロットすると、y切片としてVmax、x切片としてVmax/Km、負の傾きとしてKmが得られる。
ミカエリス・メンテン式を線型化するその他の手法と同様に、イーディー＝ホフステー図はKmやVmaxのような重要な反応速度論的パラメータを迅速に決定するために歴史的に使用されていたが、はるかに正確である非線型回帰手法に取って代わられている。イーディー＝ホフステー図はラインウィーバー＝バークプロットよりも間違いが発生しやすいデータに対してより頑健である。これは、イーディー＝ホフステー図ではいかなる範囲の基質濃度あるいは反応速度におけるデータ点も同等に重視するためである（ラインウィーバー＝バークプロットはこのような点に対して不均等に重み付けをする）。どちらのプロットもデータをグラフを使って示す方法としては引き続き有用である。
イーディー＝ホフステー図の1つの欠点は、縦座標と横座標のどちらも独立変数を表さない点である（どちらも反応速度に依存している）。そのため、全ての実験誤差がどちらの軸にも表われる。また、実験誤差あるいは不確かさが不均等に伝播し横座標の至るところでより大きくなり、それによってより小さなv/[S] の値により重視することになる。ゆえに、線型回帰の適合度の典型的な指標である相関係数Rを適用できない。